# Воронин, Павел Юрьевич
Павел Юрьевич Воронин (род. 14 июня 1967, Ставрополь) — российский политический деятель, депутат Государственной думы четвёртого созыва

## Биография
Окончил факультет вычислительной математики и кибернетики МГУ им. М. В. Ломоносова (1992); получил второе высшее образование (Ставропольская государственная сельскохозяйственная академия, 1998 и Московский государственный авиационный институт (технический университет), 1999); кандидат экономических наук.
Избирался депутатом Ставропольской городской Думы.

### Депутат госдумы
2003—2007 — депутат Государственной Думы Федерального Собрания Российской Федерации четвёртого созыва. Избран по Петровскому одномандатному избирательному округу Nо 56 Ставропольского края.
В 2006 году награждён медалью ордена «За заслуги перед Отечеством» II степени.